# Robert von Reitzenstein
Freiherr Alexander Gustav Otto Robert von Reitzenstein (* 28. August 1821 in Ehrenbreitstein; † 6. Juni 1902 in Recklinghausen) war Jurist und preußischer Landrat des Kreises Recklinghausen.

## Leben
Robert von Reitzenstein entstammte der Linie Blankenberg-Sparrenberg der Familie Reitzenstein. Er war Sohn des preußischen Oberst Ludwig von Reitzenstein. Sein Vater starb am 8. März 1868 in Wesel. Nach dem Schulbesuch in Koblenz und Wesel studierte er in Bonn und Berlin Rechtswissenschaften. 1841 wurde er in Bonn Mitglied des Corps Palatia. Anschließend war er als Referendar tätig. 1848 vertrat Reitzenstein den erkrankten Landrat von Recklinghausen, Friedrich Carl Devens. 1849 wurde er kommissarischer Landrat und 1850 schließlich zum Landrat ernannt. Am 2. September 1882 wurde ihm der Charakter als Geheimer Regierungsrat verliehen. 1893 schied er nach 45-jähriger Tätigkeit aus seinem Amt.
Robert von Reitzenstein war seit 1855 mit Maria Susanna Lobeck (* 30. Oktober 1819; † 17. Dezember 1895) verheiratet. Sie war die Tochter des Stadtverordnetenvorstehers August Lobeck und der Josepha Kindermann. Für die Zeit ungewöhnlich war, dass er als Protestant eine katholische Frau heiratete.

## Ehrungen
- 1869: Roter Adlerorden III. Klasse
- 1872: Kronenorden IV. Klasse
- 1893: Kronenorden II. Klasse
- 1892: Ehrenbürger der Stadt Recklinghausen
- 1913 wurde am Herzogswall in Recklinghausen ein Gedenkstein aufgestellt.[5]
- Die Reitzensteinstraße in Recklinghausen ist nach ihm benannt.